# Procaïne benzylpénicilline
La procaïne benzylpénicilline, souvent appelée procaïne pénicilline ainsi que benzylpénicilline procaïne, est l'association d'un antibiotique bêta-lactamine, la benzylpénicilline (pénicilline G), et d'un anesthésique local, la procaïne. Elle est administrée par injection intramusculaire afin d'être lentement hydrolysée dans le muscle en libérant la pénicilline de façon continue et prolongée. Cette association vise à réduire la douleur résultant de l'injection d'une grande quantité de pénicilline. Elle est largement utilisée en médecine vétérinaire.
Parmi les indications spécifiques de cette association, on compte :
- la syphilis ;
- les infections des voies respiratoires lorsque les traitements par voie orale ne sont pas envisageables ;
- l'angine streptococcique en association avec la phénoxyméthylpénicilline (pénicilline V) et l'érythromycine administrée en injection intramusculaire unique ;
- la cellulite et l'érysipèle ;
- en association avec d'autres médicaments, pour le traitement de la maladie du charbon.

À forte dose, la procaïne pénicilline peut provoquer des crises d'épilepsie et des atteintes du système nerveux central en raison de la procaïne qu'elle contient.
Elle fait partie de la liste des médicaments essentiels de l'Organisation mondiale de la santé (liste mise à jour en avril 2013).